# Kolegiata Niepokalanego Poczęcia Najświętszej Maryi Panny i św. Michała Archanioła w Łasku

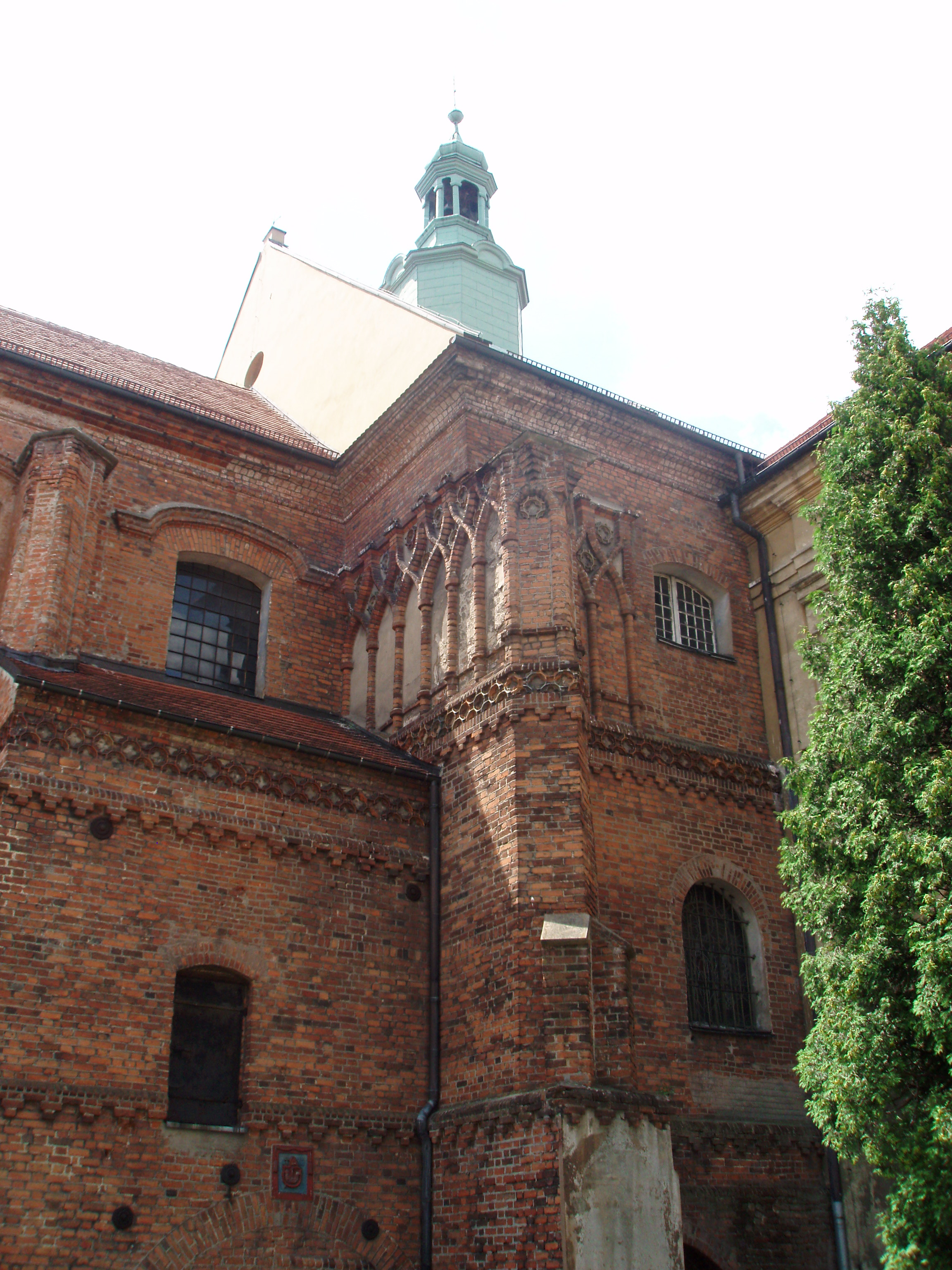
Fragment architektury kolegiaty łaskiej

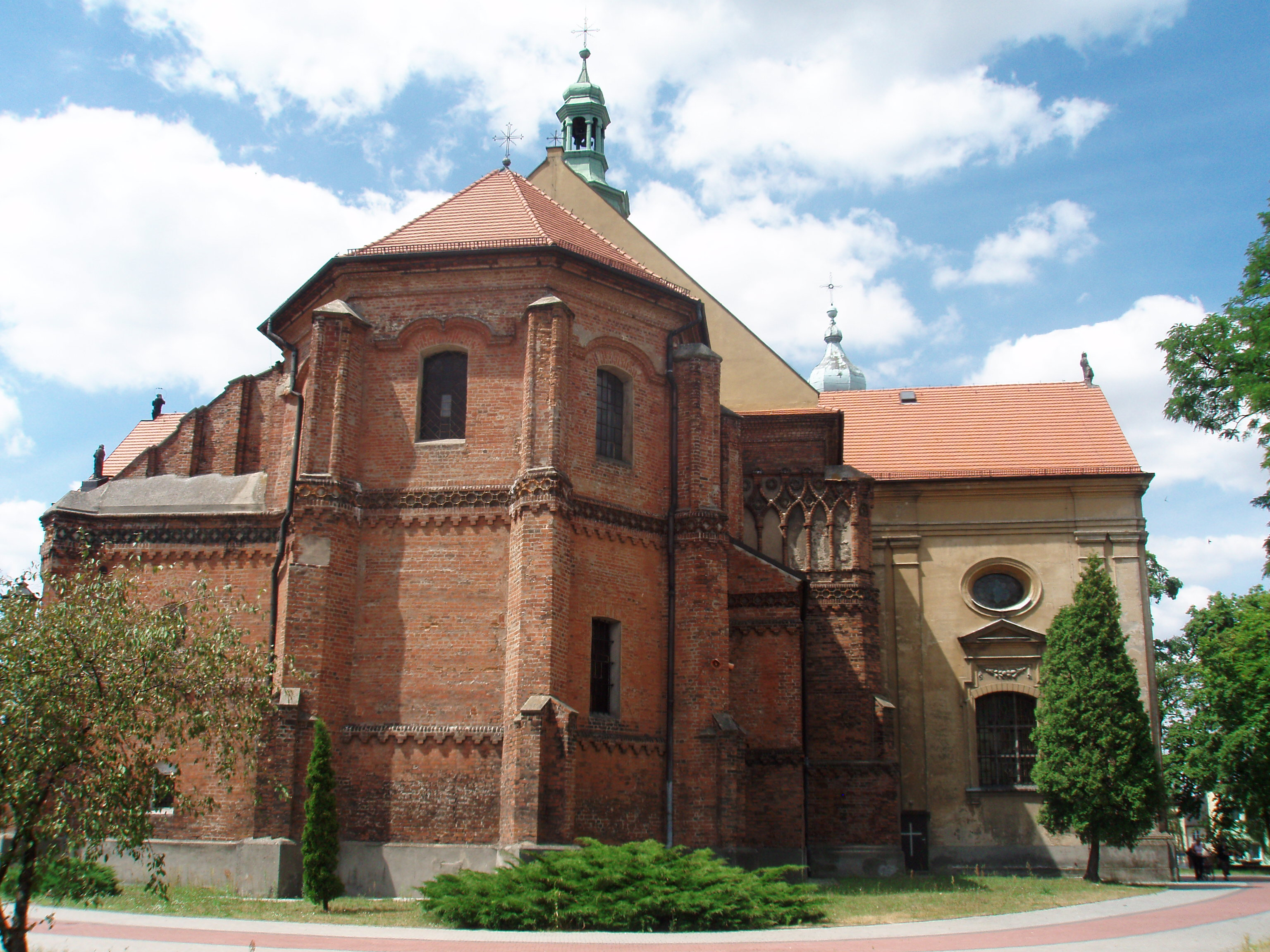
Widok łaskiej Kolegiaty od tyłu

Kolegiata Niepokalanego Poczęcia Najświętszej Maryi Panny i św. Michała Archanioła w Łasku – zabytkowy kościół z 1525 roku, późnogotycki, przebudowany po pożarze w 1749 r. Bogate wnętrze, obrazy, portrety, rzeźby, głównie XVI i XVIII wiek. W prawej kaplicy z początku XVIII wieku renesansowa alabastrowa płaskorzeźba Matki Bożej Łaskiej prawdopodobnie z końca XV wieku, dzieło przypisywane włoskiemu mistrzowi Andrei della Robbia. Siedziba Łaskiej Kapituły Kolegiackiej.

## Historia kościoła
- 17 kwietnia 1366 – arcybiskup gnieźnieński Jarosław z Bogorii i Skotnik eryguje samodzielną parafię przy drewnianym kościele ufundowanym przez przodków rodziny Łaskich.
- 27 września 1422 – król Władysław Jagiełło nadaje prawa miejskie osadzie Łask[1].
- 1504 – król Aleksander Jagiellończyk nadaje Łaskowi wiele przywilejów miast królewskich. Rozwój miasta trwa do połowy XVII wieku. W tym okresie datuje się również najbogatsze uposażenie kościoła. Wielkie pożary w latach 1624, 1747, 1821, 1846, 1847 zniszczyły dobrobyt miasta i bogactwo świątyni.
- 30 kwietnia 1509 – arcybiskup Andrzej Boryszewski podnosi kościół do godności prepozytury i ustanawia pięciu mansjonarzy.
- W październiku 1515 roku prymas Jan Łaski konsekrował murowany kościół w stylu późnogotyckim, wzniesiony dzięki jego łasce i funduszom. W tym samym roku wyniósł świątynię do godności kolegiaty i ustanowił przy niej trzech prałatów i sześciu kanoników. Ponadto wyposażył świątynię w cenne naczynia liturgiczne, bogato zdobione szaty, sprzęty kościelne oraz księgi liturgiczne, jak: graduał, antyfonarz, psałterz itp.
- 1512 rok – dzięki bulli papieża Klemensa VII prepozyt łaski stał się infułatem.
- 17 czerwca 1533 – arcybiskup gnieźnieński Maciej Drzewicki ustanawia przy kościele ośmioosobowe kolegium wikariuszy.
- 1632-1669 – do istniejącej świątyni dobudowano dwie kaplice: od strony południowej i północnej.
- 1747 – wielki pożar zniszczył kolegiatę łaską. Ocalała płaskorzeźba Matki Bożej z Dzieciątkiem. Po pożarze wnętrze kościoła odbudowano w stylu barokowym.
- 1819 rok – świątynia utraciła tytuł kolegiaty, jednak proboszcz zachował tytuł infułata.
- 26 grudnia 1865 – utworzono dekanat łaski.
- 1925 – parafia w Łasku została wcielona do Diecezji Łódzkiej.
- 1 i 2 lipca 1933 – odbył się w Łasku Kongres Eucharystyczny z udziałem Księży Biskupów Wincentego Tymienieckiego i Kazimierza Tomczaka.
- 1941-1945 – kościół parafialny w Łasku okupant niemiecki zamienił na magazyn, a księży: proboszcza i wikariuszy wywiózł do obozu koncentracyjnego w Dachau.
- 1993-1997 – nastąpiła wymiana pokrycia dachu na kolegiacie.
- 2001-2002 – odbył się kompleksowy remont kaplicy i ołtarza Matki Bożej Łaskiej.
- 18 sierpnia 2002 – papież Jan Paweł II na Błoniach Krakowskich poświęcił złote korony przygotowane do koronacji Matki Bożej Łaskiej i Dzieciątka.
- 24 IX 2005 – Arcybiskup Władysław Ziółek Metropolita Łódzki powołuje Sanktuarium Matki Bożej Łaskiej i ustanawia dla niego kustosza oraz 10 – osobową Kapitułę Kolegiaty Łaskiej.
- 25 IX 2005 – Koronacja Wizerunku Matki Bożej Łaskiej
- 2010 – rozpoczęcie kompleksowego remontu kolegiaty w ramach programu „Łask-Łodź-Piotrków Trybunalski – ku demokracji, humanizmowi, wielokulturowości – stworzenie trzech centrów idei” współfinansowanego przez Unię Europejską z Europejskiego Funduszu Rozwoju Regionalnego[2].